# Saulces-aux-Bois
Pour les articles homonymes, voir Saulces (homonymie).
Saulces-aux-Bois est une localité de Saulces-Monclin et une ancienne commune française, située dans le département des Ardennes en région Grand Est.

## Toponymie
Le village de Saulces-aux-Bois s'est d'abord nommé Villefranche-sur-Saulce à sa création en 1205 par le comte de Rethel et le prieur de Novy.

Une villefranche ou ville franche était une ville composée de « bourgeois » qui s'étaient affranchis du strict régime féodal d'un seigneur. Il arrivait également qu'un seigneur désireux de favoriser la colonisation d'une région attire les migrants en accordant à une ville des franchises .

La Saulces est une rivière française du département des Ardennes de la région Grand-Est, en ancienne région Champagne-Ardenne et un affluent droit de l'Aisne.

Le nom de la localité est, ensuite, attesté sous la forme Domo de la Sauce in Bosco cité en 1256-70, saulx est un mot  français provenant du francique salha signifiant saule.

Du nom du Ruisseau de Saulces.

Issu d’un indo-européen sal, de salico en celte, sălix en latin, d’où est venu l’ancien français saulz, et salha en francique. Il est malaisé de déterminer lequel de ces mots est précisément à l’origine du toponyme, même si le francique semble avoir supplanté les deux autres.

## Histoire
En 1828, les trois communes de Saulces-aux-Bois, de La Vieille-Ville et de Monclin fusionnent pour former la nouvelle commune de Saulces-Monclin.

- La commune de Saulces-Vielle était souvent nommée La Vieille-Ville[4],[5], par différence avec la ville neuve qu'était Villefranche-sur-Saulce.
- Monclin apparaît parfois avec l'orthographe Monclain.

## Politique et administration
| Période                                  | Période | Identité | Étiquette | Qualité |
| ---------------------------------------- | ------- | -------- | --------- | ------- |
| Les données manquantes sont à compléter. |         |          |           |         |
|                                          |         |          |           |         |

## Démographie
| 1793 | 1800 | 1806 | 1821 |
| ---- | ---- | ---- | ---- |
| 660  | 729  | 801  | 787  |

Histogramme

(élaboration graphique par Wikipédia)